# Atlantropa

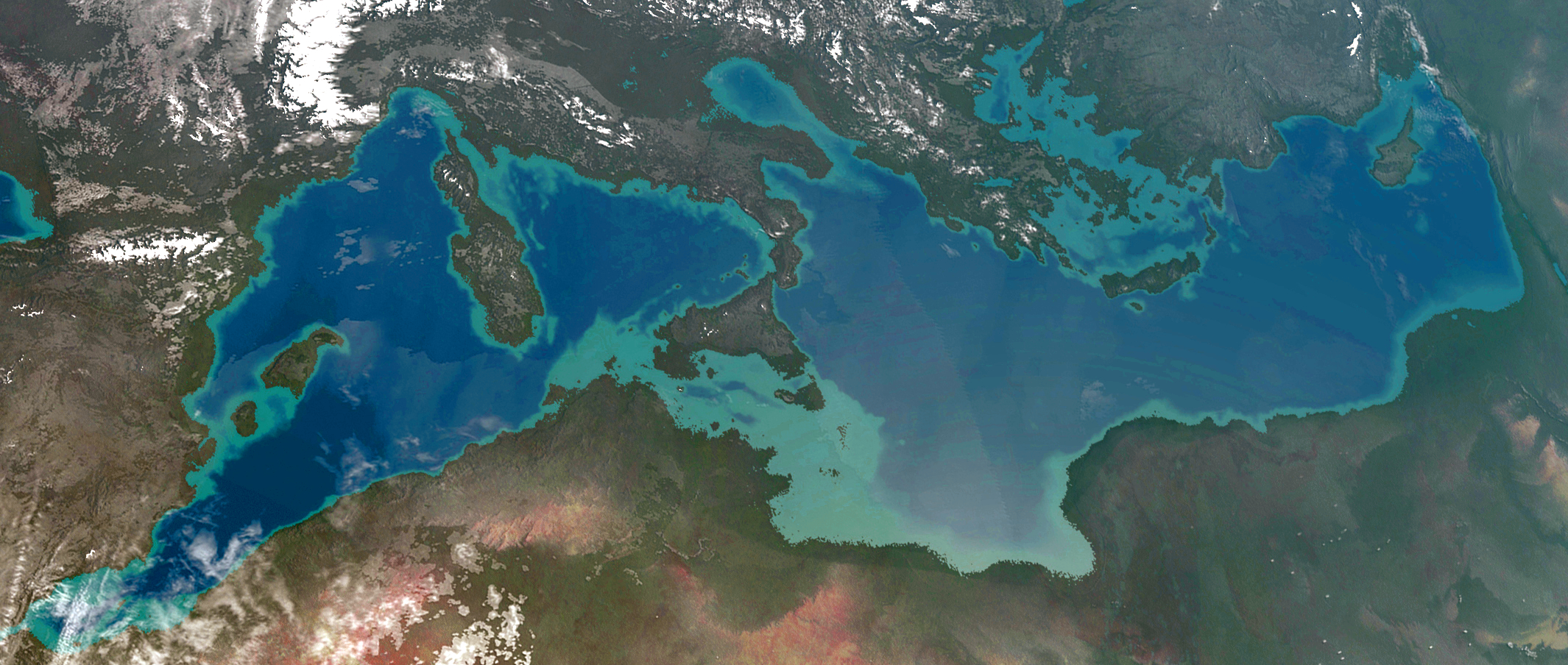
Concepção artística de Atlantropa

Atlantropa era um imenso projecto, utópico e nunca realizado, da autoria do arquitecto alemão Herman Sörgel, um arquitecto pacifista e visionário. O projeto era, segundo seu idealizador, a base para uma sociedade pacífica e sustentável.
Foi proposto pela primeira vez em 1928 com o intuito de criar várias barragens gigantes (sobretudo no estreito de Dardanelos e no estreito de Gibraltar) para desta forma criar uma megafonte de energia hidroeléctrica e também fazer descer o nível do Mar Mediterrâneo. Tal iria em teoria trazer novas terras para o espaço territorial da Europa, permitindo unir a Tunísia e a Península Itálica através de uma ponte.

## O projeto

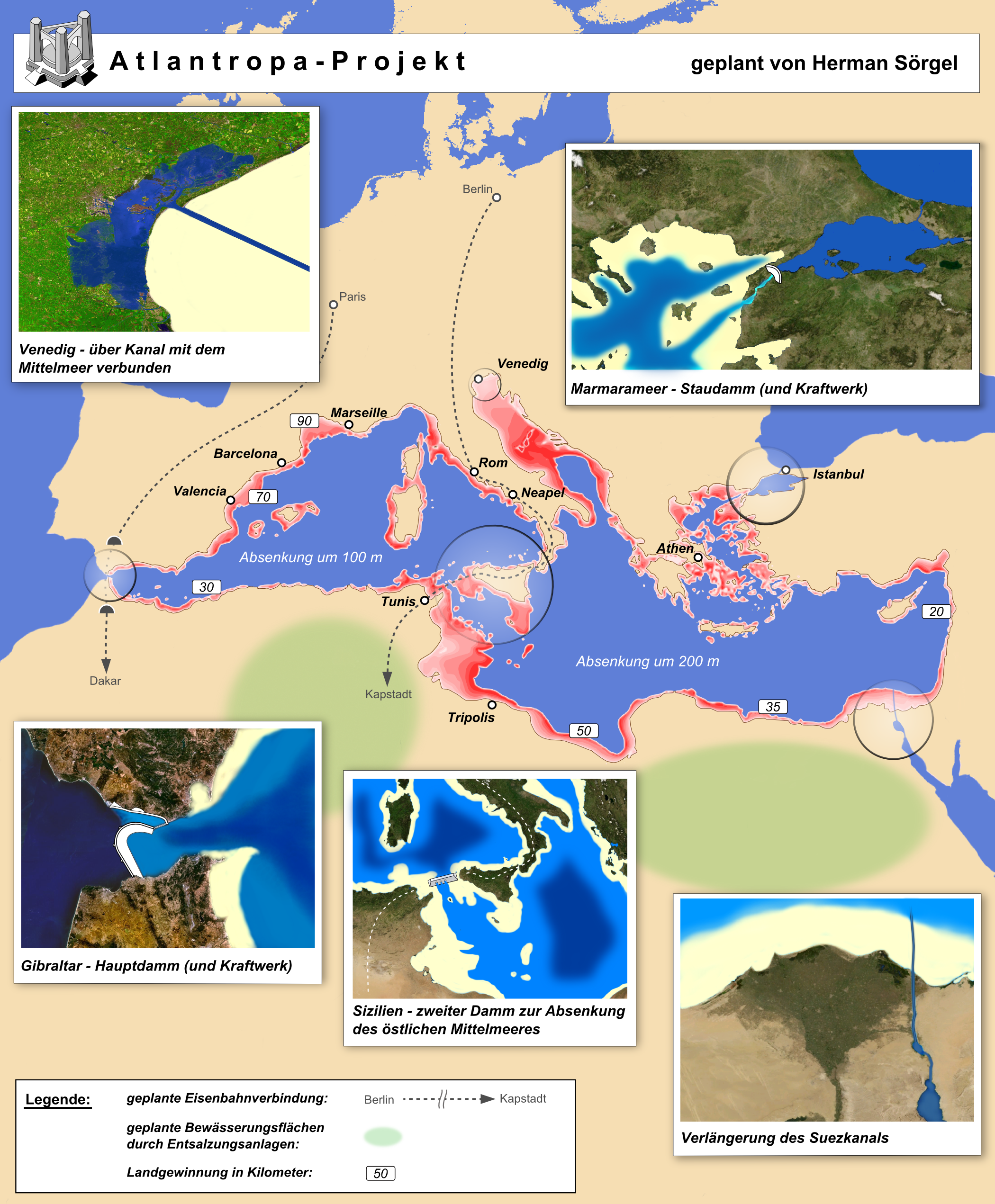
Mapa do projecto (em alemão).

Os folhetos produzidos para a exposição do projecto Atlantropa tinham mapas, planos diversos, e modelos à escala para portos e barragens no Mediterrâneo, imagens do estreito com uma torre de 400 m de altura desenhada por Peter Behrens, projecções do aumento da produção agrícola, e ideias para proteger cidades como Génova e Veneza. Preocupações com alterações climáticas, sismos, ataques terroristas, migrações, ou as consequências em África foram ignoradas ou secundarizadas atribuindo-lhes pouca importância.
O projecto nunca teve apoio substancial apesar da sua escala colossal e do expansionismo eurocêntrico vigente na altura da Alemanha Nazi. O regime Nazi ridicularizou o plano, os italianos nunca o apoiaram, e o interesse decaiu com a Segunda Guerra Mundial.

### Barragem de Gibraltar
A base do projecto era a construção de uma barragem de proporções colossais (35 km de coroamento) no estreito de Gibraltar, o que permitiria isolar o mar Mediterrâneo do oceano Atlântico. Esta barragem teria um débito de mais de 88 000 metros cúbicos por segundo, o que permitiria a produção de pelo menos 50 000 megawatts. Esta barragem foi desenhada por Bruno Siegwart, e deveria incluir as instalações de produção de energia hidroeléctrica subterrâneas, tal como uma rede de canais e eclusas. Estas últimas deveriam ser colocadas do lado do Atlântico e ter mais de 400 metros de altura.
A fim de limitar a altura da barragem, esta teria uma forma de cotovelo de modo a poder desviar-se das zonas mais profundas; de facto, só uma secção de 5 km teria de ficar situada em águas muito profundas, em vez dos doze km que são a largura mínima do estreito.
A construção da barragem no estreito permitiria limitar o volume de água no Mediterrâneo, e o nível deste baixaria em cerca de 20%. Segundo os cálculos de então, se o nível do mar baixasse 80 cm por ano, em dois séculos atingir-se-ia o nível pretendido. Tal permitiria "ganhar" 233 000 km² (a soma das áreas de França e Bélgica) de brownfields (terrenos para caça, indústria, pastorícia, etc.), sobretudo no Norte de África.
Também ferrovias foram previstas, o que permitiria ligar as principais cidades europeias e africanas.

### Barragem da Sicília e de Dardanelos
Uma barragem nos Dardanelos permitiria isolar a água do Mar Negro do resto do Mediterrâneo, e seria usada para produção de energia hidroeléctrica em larga escala.
O projecto previa ainda a construção de uma outra enorme barragem entre as terras então emersas do sul da Sicília e a Tunísia. O Mediterrâneo ficaria dividido em duas bacias, uma ocidental de nível inferior em 100 m ao normal e outra oriental mais baixa 200 m. Esta barragem permitiria também a produção de energia eléctrica em grande escala..
A Europa estaria assim na posse de meios de produção de energia que supostamente seria suficientes para todo o seu território.

### Produção de energia hidroeléctrica
Hermann Sörgel previu a produção de electricidade graças aos grandes lagos de África. Esta poderia ser transmitida à Europa em linhas de muito alta tensão. A primeira passaria no estreito de Gibraltar, a segunda pelo Egito, Palestina e Síria para entrar na Europa pelo mar Negro e Delta do Danúbio. A terceira grande linha viria por cabo submarino entre o Norte de África e a Itália via Sicília.
Uma barragem suplementar seria construída no rio Congo a fim de criar um enorme lago artificial. Uma parte da água desse lago deveria permitir a irrigação do deserto do Saara passando pelo lago Chade.

### Consequências
A baixa do nível do mar Mediterrâneo teria provocado a seca de praticamente todas as cidades e vilas costeiras, com consequências irremediáveis a nível do clima, dos transportes, do ambiente, da cultura e da vida de animais e pessoas. O arquitecto Peter Behrens imaginou diques para manter alguns portos históricos como Génova ou Veneza, bem como planos para novos portos marítimos a construir de raiz.